# 普萊恩維尤 (紐約州)
普萊恩維尤（英語：Plainview）是位於美國紐約州拿騷縣的普查規定居民點。

## 人口
根據2020年美國人口普查的數據，普萊恩維尤的面積為14.85平方千米，當中陸地面積為14.83平方千米，而水域面積為0.02平方千米。當地共有人口27100人，而人口密度為每平方千米1,824.92人。